# 乾政子
乾 政子（いぬい まさこ、1972年7月7日 - ）は、日本の女性声優。京都府出身。

## 経歴
- 京都府立向陽高等学校卒業（演劇部に所属）。
- 立命館大学産業社会学部卒業。
- 大学在学中に、劇団「プチ・フレンチ・キス」に所属。中心メンバーとして活躍。
- 以前はマウスプロモーションに所属していた[1]。

## 出演

### テレビアニメ
2000年
- サイバーシックス（男の子）

2001年
- ガイスターズ FRACTIONS OF THE EARTH（子供A）
- よばれてとびでて!アクビちゃん（飯根さとみ、港カオル）

2002年
- 攻殻機動隊 STAND ALONE COMPLEX（レポーター）
- 東京ミュウミュウ（保母）
- パタパタ飛行船の冒険（コマル[2]）

2003年
- WOLF'S RAIN（店員）
- 超ロボット生命体トランスフォーマー マイクロン伝説（ショーン）
- マーメイドメロディー ぴちぴちピッチ（家庭科の先生）

2004年
- 攻殻機動隊　S.A.C. 2nd GIG（支援AI）

### 劇場アニメ
- ハウルの動く城（2004年）

### ゲーム
- 立体忍者活劇 天誅 弐（2000年、彩女）
- 侍道2（2003年、天原のかすみ）

### 吹き替え
- X-メン:エボリューション（スカーレットウィッチ）
- エド エッド エディ（サラ）
- 死霊のはらわた（シェリル）
- パワーレンジャー・ライトスピード・レスキュー（ジョージ）
- ヤァヤァ・シスターズの聖なる秘密